# آنتونی د آویلا
آنتونی د آویلا (انگلیسی: Antony de Ávila؛ زادهٔ ۲۱ دسامبر ۱۹۶۲) بازیکن فوتبال اهل کلمبیا است.
از باشگاه‌هایی که در آن بازی کرده‌است می‌توان به باشگاه ورزشی بارسلونا و باشگاه فوتبال نیویورک رد بولز اشاره کرد.
او همچنین در تیم ملی فوتبال کلمبیا بازی کرده‌است.